# Gahnia novocaledonensis
Gahnia novocaledonensis är en halvgräsart som beskrevs av Gerhard Benl. Gahnia novocaledonensis ingår i släktet Gahnia och familjen halvgräs.
Artens utbredningsområde är Nya Kaledonien. Inga underarter finns listade i Catalogue of Life.